# Октябрьский (Ардатовский район)
Октя́брьский — посёлок в Ардатовском районе Мордовии. Административный центр Октябрьского сельского поселения.

## Название
Посёлок назван в честь Октябрьской революции.

## География
Расположен на левом берегу Алатыря, в 7 километрах от районного центра и 18 километрах от железнодорожной станции Ардатов.

## История
Основан в 1929 году рабочими свиносовхоза «Волна революции», с 1997 года — сельскохозяйственный производственный кооператив. В 1967 году указам ПВС Мордовской АССР в составе Ардатовского района был образован новый Октябрьский сельсовет с центром в посёлке Центральное отделение совхоза «Волна Революции», тем же постановлением посёлок переименован в Октябрьский.

## Население
| 2002 | 2010 |
| ---- | ---- |
| 878  | ↗916 |

## Инфраструктура

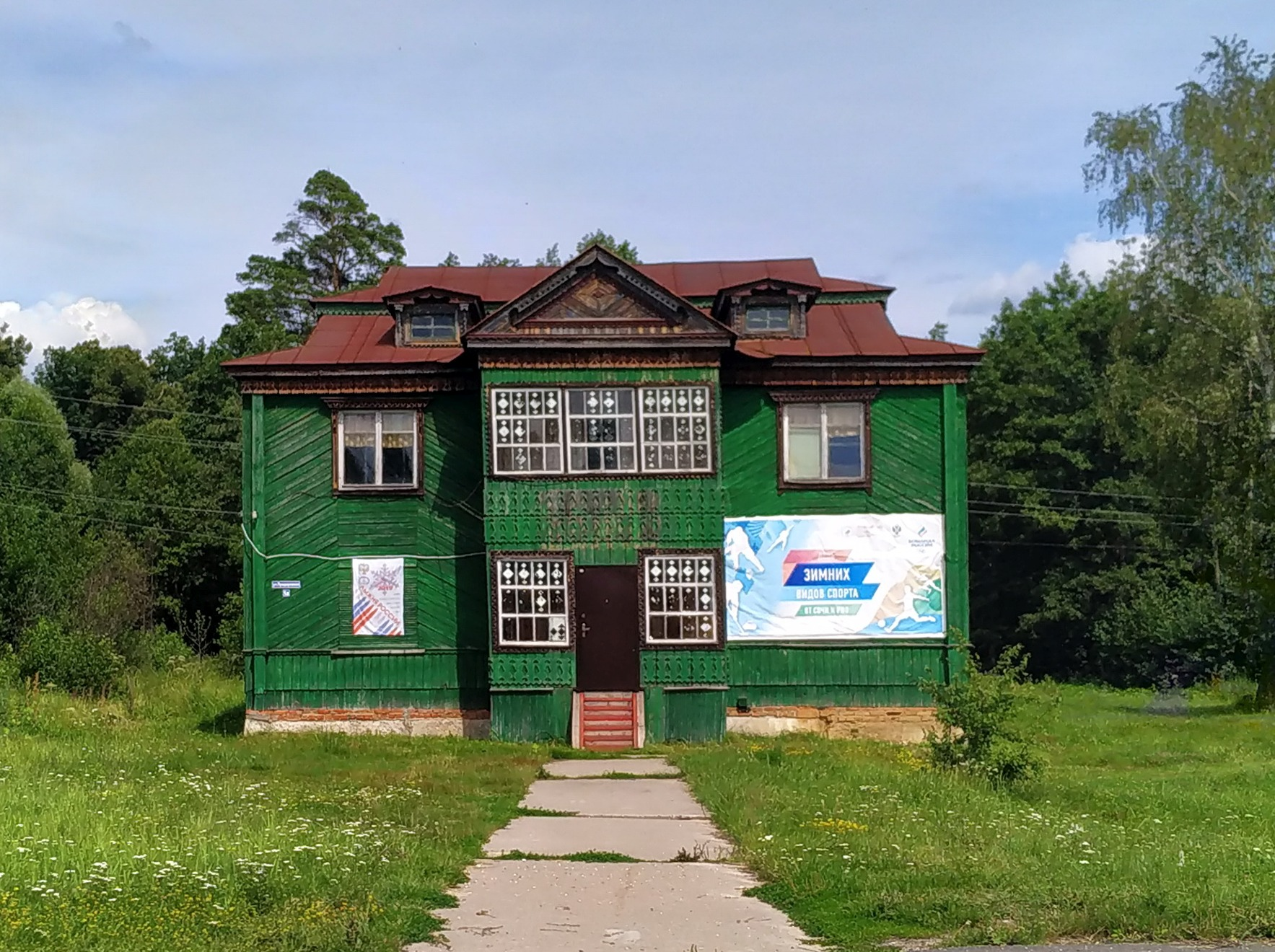
Октябрьский

В посёлке имеются средняя школа, библиотека, Дом культуры, торговый центр и медпункт.

## Русская православная церковь
В 1998—1999 годах был образован церковный приход в честь иконы Иверской Божьей Матери.
Рядом с посёлком, в сосновом бору, имеется Иверский источник (Серебряный родник) с деревянной часовней и купальней.

## Источник
- Энциклопедия Мордовия, Н. Н. Щемерова.